# 열녀 완산이씨 묘역 및 석물
열녀 완산이씨 묘역 및 석물은 대한민국 경기도 하남시 감일동에 있다. 2013년 10월 7일 하남시의 향토유적 제13호로 지정되었다.

## 개요
부인 완산이씨가 묘 옆에서 여막살이를 하며 조석으로 제수를 손수 올렸다.